# Cocked & Loaded
Cocked & Loaded és el segon àlbum oficial del grup de música L.A. Guns, i el primer a tenir una qualificació d'Or. A l'àlbum apareixen membres del grup Cheap Trick, en Robin Zander i Rick Nielsen.
Aquest va ser el primer àlbum de L.A. Guns que Steve Riley ocupa aquest lloc al grup, i encara perdura. També debuta en el grup, Nickey "Beat" Alexander, el baixista, s'inclou en la fotografia del grup i se'l escolta en el primer àlbum del grup.

## Cançons
1. Letting Go – 1:22
2. Slap In The Face – 3:54
3. Rip And Tear – 4:11
4. Sleazy Come Easy Go – 4:01
5. Never Enough – 4:10
6. Malaria – 5:22
7. The Ballad Of Jane – 4:30
8. Magdalaine – 6:05
9. Give A Little – 3:29
10. I'm Addicted (Guitar Solo) – 1:51
11. 17 Crash – 3:39
12. Showdown (Riot On Sunset) – 3:18
13. Wheels Of Fire – 4:56
14. I Wanna Be Your Man (cd only) – 3:36
15. Rock Candy (bonus track for Japan)
16. No Mercy (live- Japan bonus track)

## Músics

### Propis del grup
- Phil Lewis – Cantant
- Tracii Guns – guitarra
- Mick Cripps – guitarra
- Kelly Nickels – baixista
- Steve Riley – bateria

### Convidats
- Robin Zander - veus de fons
- Rick Nielsen - veus de fons